# Hogna filicum
Hogna filicum là một loài nhện trong họ Lycosidae.
Loài này thuộc chi Hogna. Hogna filicum được Ferdinand Karsch miêu tả năm 1880.